# Mollendo
Mollendo est une ville au sud du Pérou située sur la côte de l'océan Pacifique, dans la région d'Arequipa. Mollendo est le chef-lieu, à la fois de la province d'Islay et du district de Mollendo. 

## Histoire

### L'ère des Incas
En 1134, l'Inca Mayta Capac, met les régions d'Arequipa et de Moquegua sous le contrôle de l'empire Inca. Soixante-trois ans plus tard, en 1197, selon Garcilazo de la Vega, l'Inca Capac Yupanqui, conformément aux coutumes traditionnelles de l'Empire Inca, a sélectionné quatre généraux de son état major et leur a confié le commandement d'environ vingt mille soldats (ou tuqui Titos) pour le projet de conquête de région côtière.
Le fils de Capac Yupanqui, Sinchi Roca, conquis les régions côtières d'Arequipa et de Moquegua. Yahuar Huaccac, le successeur de Capac Yupanqui, établis des dépôts d'approvisionnement et son quartier général dans cette vallée afin de marcher sur Atacama (nord du Chili) afin d'étendre le territoire de l'Empire Inca.

### Les premiers habitants
Après la décadence de la culture de Tiahuanaco et au cours de l'ère inca, la côte sud du Pérou a été occupée par plusieurs tribus :
- les Tampus stationnés dans la région aujourd'hui Tambo ;
- les Chullis correspondant à la zone Chule ;
- les Changos situés entre les zones Aranta et Islay.

Le bassin de la rivière formée par la rivière Tambo, probablement conquis et occupé par des forces extérieures au cours de plusieurs périodes, a généré une population avec des coutumes locales hétérogènes, laissant plusieurs vestiges de leur civilisation. Une autre des influences extérieures fut celle des Kauiqui et Puquina avec des suffixes caractéristiques telles que Ando, endo,Indo que l'on retrouve par exemple dans Cachendo, Mollendo, Huarindo et Catarindo.
Une importante population était située le long de la vallée et sur les collines, puisant dans les eaux souterraines. L'influence de la mer a été décisive sur la vallée car elle fournissait poissons et fruits de mer, et les habitants des côtes étaient appelés  coccha mama (le créateur de la mer).

### Guerre du Pacifique
Pendant la guerre du Pacifique, Molendo a été envahi par les forces chiliennes, sous le commandement du colonel Orozimbo Barbosa. La principale intention de cette armée, transportée par la marine chilienne, était de faire des ravages dans le sud du Pérou, de manière à contraindre le processus de négociations de paix entre le Pérou et le Chili. Les forces d'invasion se composaient du 3e Régiment d'Infanterie de Ligne chilienne, les Marines du Chili, une brigade de sapeurs du Chili, et 30 cavaliers. Les défenses de Mollendo se composaient de deux petits forts sans canon, car ceux-ci avaient été transportés quelques jours plus tôt à Arequipa, défendus par 100 soldats. 
Les premiers à débarquer furent les Marines chiliens qui ont pris la ville sans combat. Le reste de l'expédition débarqua sans opposition près de Islay et entra dans Mollendo le 9 mars 1880. Le colonel Barbosa, avec 500 soldats, quitta Mollendo vers Mejia à la recherche des défenseurs, laissant le 3e Régiment d'Infanterie de Ligne dans la ville où il entreprit rapidement le pillage des maisons. Le colonel Barbosa arriva à Mejia en détruisant des locomotives et voies ferrées pour empêcher l'arrivée des renforts en provenance de Arequipa. Il surprit les défenseurs à Ensenada, en prenant 20 prisonniers. À son retour à Mollendo, il apprit que ses troupes avaient saccagé la ville et il punit certains membres de son commandement dont une partie déserta.

## Économie
La ville a été le principal port de la côte péruvienne jusqu'à ce que la ville portuaire de Matarani se développe dans les années 1960. Aujourd'hui, le port de Mollendo sert uniquement aux pêcheurs locaux, tous les navires de commerce passant à Matarani 12 kilomètres au nord. La population de Mollendo double au cours de l'été, principalement du fait de la venue de touristes de la région d'Arequipa qui viennent profiter des plages qui constituent l'attraction principale de la ville, même si le bord de mer est traversé par le courant de Humboldt qui amène l'eau froide de l'Antarctique.
Les principales activités économiques de Mollendo sont l'exportation de la laine et les industries de production de ciment, de textiles, de conserves de poisson et de fromage. La ville abrite aussi une station balnéaire populaire. 
Les touristes peuvent profiter des rues pittoresques et des plages étendues telles que Arantes, Honorato, Huayquiray, La Huata, Punta Plaques et San Jose.

## Infrastructures

### Aéroport
La ville de Mollendo est desservie par le petit aéroport civil de Mollendo. Le code OACI de l'aéroport est SPDO.

### Chemin de fer
La ville est desservie par le chemin de fer du Sud du Pérou qui relie Cuzco et Puno. En général, seul un train de passager circulait par jour mais avec l'autoroute qui relie Mollendo à l'autoroute panaméricaine, le train ne fonctionne désormais que l'été avec un expres qui descend de Arequipa, le samedi et retour le dimanche.

## Personnalités de Mollendo
- Juan Carlos Oblitas
- Abimael Guzmán